# Meok
Meok is een bestuurslaag in het regentschap Bengkulu Utara van de provincie Bengkulu, Indonesië. Meok telt 530 inwoners (volkstelling 2010).